# George Drouillard
George Drouillard (Detroit 1775 – 1810), fue un reconocido explorador, cazador, intérprete y hablante por signos en la expedición de Lewis y Clark y de la Missouri Fur Company, propiedad del español Manuel Lisa. Tras años explorando los territorios del Missouri, se supone que fue asesinado por indios Pies Negros o Gros Ventres en algún lugar del estado de Montana.

## Biografía

### Primeros años
En los años de la Guerra de Independencia de los Estados Unidos, su padre Pierre Drouillard trabajó en el Departamento Británico de las Indias como comerciante e intérprete de las lenguas Huron e iroquesa. Sus servicios le acarrearon un rápido ascenso y poco tiempo después protagonizó un exitoso rescate del colono y explorador Simon Kenton en territorio shawnee. Allí nació en 1773, (aunque otras fuentes aseguran que fue en 1775) George Drouillard, un mestizo nacido de padre francocanadiense y madre shawnee en las inmediaciones de la actual Detroit. Drouillard comenzó trabajando junto a su padre, labrándose una gran reputación como cazador, traductor y guía del territorio inexplorado norteamericano.

### Expedición de Lewis y Clark (1804 - 1806)
En algún momento a comienzos del siglo XIX, sus hazañas llegaron a oídos de Meriwether Lewis, que enseguida decidió contratarle para una futura expedición. Por ello, participó en la expedición de Lewis y Clark entre 1804 y 1806, un peligroso viaje que tenía el objetivo principal de explorar y cartografiar el territorio de Louisiana, recién adquirido por los Estados Unidos, y abrir una ruta segura a través de la mitad occidental del continente para establecer la presencia estadounidense en la extensa zona antes de que Gran Bretaña, España u otros poderes europeos trataran de reclamarla. George Drouillard fue reconocido como uno de los miembros más destacados de la misma y tomó contacto con indios de las tribus Mandan y los Shoshone. En sus diarios, Lewis menciona a Drouillard (al que a menudo llama Drewyer) como el miembro más talentoso y cualificado de la expedición, apuntando en repetidas ocasiones su capacidad de hablar numerosas lenguas indígenas y siendo al mismo tiempo un gran cazador, capaz de matar seis alces en un solo día de caza. 

Las habilidades lingüísticas y los conocimientos de Drouillard permitieron al grupo sobrevivir a varios encuentros hostiles con tribus indias durante el invierno de 1804, tal y como reconocieron los demás miembros de la expedición en años posteriores. Por ello, fue una pieza clave a la hora de establecer relaciones diplomáticas euro-estadounidenses con los indígenas.

### Expedición de Manuel Lisa en 1807
A su regreso a San Louis, Drouillard había alcanzado cierta reputación. Eso le hizo llegar a un acuerdo con el español Manuel Lisa en algún momento de la primavera de 1807 que le mantuvo trampeando en los actuales estados de Wyoming, Nebraska y Montana desde el mes de abril. Fueron varios los veteranos de la expedición de Lewis y Clark que acompañaron al español. El grupo exploró las tierras de los indios Omaha y los Crow. Por orden de Manuel Lisa, disparó e hirió mortalmente a un desertor de la expedición, Antoine Bissonnet, que presumiblemente habría robado municiones o habría dado muestras de desobediencia. Este hecho, que le llevó a juicio meses más tarde, le produjo de por vida una enorme depresión. Durante el invierno de 1807, a menudo se aventuró solo desde Fort Raymond, como John Colter, para cartografiar las cabeceras del río Big Horn, afluente del Yellowstone, y los alrededores de los tres ramales del Misuri. Previamente había ayudado a construir Fort Raymond junto a otros tramperos reconocidos, entre ellos el propio Manuel Lisa o Benito Vázquez.

### Missouri Fur Company (1809 - 1810)
Tras pasar por un juicio y ser brevemente encarcelado junto a Manuel Lisa por el asesinato del explorador que había desertado en la expedición de 1807, desde 1809 trabajó asiduamente para la Missouri Fur Company, recién fundada por el propio Lisa, con quién probablemente acabase por fraguar una buena amistad. La compañía fue creada como un trust temporal por  fundadores, diseñada para concluir o reorganizarse pasados tres años, hecho que Drouillard nunca viviría para ver. Pese a la hostilidad existente entre el fundador de la ciudad de San Louis y fideicomisario Auguste Chouteau, y el propio Manuel Lisa, ambos fueron absueltos sin cargos y pudieron continuar con sus actividades comerciales. Pese a ello, Drouillard nunca se recuperó de lo sucedido y escribió una carta a su familia apenado y dolido por los infortunios de la expedición, lamentando enormemente el haber disparado y abatido a otro hombre, pero subrayando que había sido una obligación propia de su cargo. 
En la primavera de 1809, en su primera expedición para la nueva compañía, Lisa volvió a contar con los servicios de George Drouillard, y regresaron a Fort Raymond, transfiriendo sus contenidos y provisiones a la nueva compañía, y abandonando el puesto. Drouillard participó después en la construcción de «Fort Lisa» (1809-12, también conocido como «Puesto Comercial Fuerte Manuel Lisa», Fort Manuel Lisa Trading Post), cerca de una aldea de gros ventres entre la desembocadura del río Little Missouri y el río Knife, en la actual Dakota del Norte. Después de que se construyese el nuevo fuerte, Drouillard y la mayor parte de la expedición regresaron a San Luis en octubre de 1809.

### Muerte y legado
George Drouillard fue muerto en mayo de 1810 en el área de Three Forks, en el valle del Missouri. Una partida de búsqueda dio con lo que quedaba de él y de su caballo. Las marcas que se encontraron en torno a su cadáver demostraron que fue capaz de acabar en solitario con la vida de numerosos atacantes antes de ser abatido y brutalmente mutilado, aunque a día de hoy se desconocen los motivos reales del ataque o incluso los responsables del mismo. El argumento más aceptado es que fueron indios Pies Negros o Gros Ventres. Fue enterrado en territorio sin marcar en algún lugar del valle del Misuri. Curiosamente, el mismo año murieron en extrañas condiciones varios miembros y compañeros de alto rango de sus anteriores expediciones, como Benito Vázquez o el propio Meriwether Lewis.
El Monte Drouillard o Mount Drouillard (formalmente Mount Drewyer), en Montana, fue llamado así en su honor. En 1996 fue inaugurado el Museo George Drouillard, cerca de Bellefontaine, en Ohio, por parte de la reserva de la tribu Shawnee. Una novela sobre su vida fue publicada en 2000, y en 2013, el Grundy Country Heritage Museum en Iowa tuvo en su programa una exhibición permanente sobre su vida y logros.